# Tužno
Tužno – wieś w Chorwacji, w żupanii varażdińskiej, w gminie Vidovec. W 2011 roku liczyła 1015 mieszkańców.